# Hâmeza ibne Maomé ibne Cazar
Hâmeza ibne Maomé ibne Cazar (Hamza ibn Muhammad ibn Khazar) foi nobre magraua do século X, membro do clã Banu Cazar.

## Vida
Hâmeza era filho de Maomé e tataraneto do fundador epônimo dos Banu Cazar. Tinha ao menos um irmão chamado Alcair. Em 944-945, participou nas expedições de seu pai contra o Califado Fatímida no Magrebe Central, quando atacaram as guarnições fatímidas de Biscra e Tierte que caíram diante seu avanço. As expedições foram bem sucedidas para os magrauas e seus aliados, os omíadas, porém os fatímidas logo se reorganizam e sob o califa Ismail Almançor (r. 946–953) conseguiram derrotar os carijitas nucaritas que estavam se rebelando no Magrebe Central e Ifríquia e submeter Maomé em 946/947.